# コミュニティジャーナル
株式会社コミュニティジャーナルは、佐賀県佐賀市の一部地域を放送区域として超短波放送（FM放送）を行う特定地上基幹放送事業者である。
えびすFMの愛称でコミュニティ放送を行っている。

## 概要
愛称の「えびす」は、市内に日本一の数あるというえびす像に由来する。
2011年（平成23年）12月22日に予備免許取得。当初の社名は「コミュニティジャーナルエフエム」であった。
2012年（平成24年）5月1日に開局。
番組表上の放送時間は7:00 - 24:00の17時間。開局当初は全て自社制作であったが、現在は自社制作番組以外にミュージックバードの番組なども放送。当局は、ads.FM（旧FMなばり）同様、自社制作番組＋αで自社制作番組を入れない夜間にミュージックバードの番組表を掲載していなかったが、2022年現在は24時までのミュージックバードの番組は番組表に掲載されるようになった。上記時間以外はフィラーとして放送。
FM++で、インターネット聴取できる。

## 主な番組
- 佐賀新聞ニュース（毎日 9:55 - 10:00、12:55 - 13:00、17:55 - 18:00）
- ちょっといい朝（月 - 金 7:00 - 9:00）
- 896わいわい横丁（月 - 金 10:00 - 12:00）
- saganBMX （月 20:00 - 21:00）
- License-Free Radio サガHI39（火 18:00 - 19:00）
- 鉄ちゃんで行こう（水 20:00 - 21:00）
- えびす街角ラジオ（土 9:00 - 12:00）
- ランドリーのChoice World（日 14:00 - 16:00）
- バルーンフェスタ期間中のバルーンラジオ